# ФК „Бачка“ (Бачка паланка)
ФК „Бачка“ е професионален футболен клуб в град Бачка паланка, Сърбия.
Отборът е основан през 1945 г. Играе домакинските си мачове на стадион „Славко Малетин Вава“, който е построен през 1951 г. и разполага с капацитет от 5500 седящи места. Клубният цвят е син.

## Успехи
- Сръбска суперлига
  - 12-о място (1): 2017/18
- Сръбска лига на Войводина:
  -  Победител (2): 2013/14
- Лига на Войводина Запад:
  -  Победител (2): 2012/13